# Andrew Kratzmann
Andrew Kratzmann (Queensland, Austrália, 3 de novembro de 1971) é um ex-tenista australiano.

## Biografia
Se destacou como duplista durante os anos 1990. Seu irmão mais velho, Mark Kratzmann, também foi um destacado jogador de duplas em nível mundial.

## Torneios de Grand Slam

### Duplas

#### Finalista (1)
| Ano  | Torneio             | Parceiro    | Oponentes na final        | Resultado                  |
| ---- | ------------------- | ----------- | ------------------------- | -------------------------- |
| 2000 | Aberto da Austrália | Wayne Black | Ellis Ferreira Rick Leach | 4-6, 6-3, 3-6, 6-3 e 16-18 |

## Títulos em duplas (9)
| Colocação    | Número | Data | Torneio                                  | Superfície   | Parceiro           | Oponentes na final                 | Escore na final            |
| ------------ | ------ | ---- | ---------------------------------------- | ------------ | ------------------ | ---------------------------------- | -------------------------- |
| Campeão      | 1.     | 1994 | ATP de Adelaide, Austrália               | Cimento      | Mark Kratzmann     | David Adams Byron Black            | 6–4 e 6–3                  |
| Vice-campeão | 1.     | 1995 | Swedish Open, Båstad                     | Terra batida | Jon Ireland        | Jan Apell Jonas Björkman           | 3–6 e 0–6                  |
| Campeão      | 2.     | 1995 | ATP de San Marino                        | Terra batida | Jordi Arrese       | Pablo Albano Federico Mordegan     | 7–6, 3–6 e 6–2             |
| Vice-campeão | 2.     | 1996 | ATP de Copenhagen, Dinamarca             | Carpete      | Wayne Arthurs      | Libor Pimek Byron Talbot           | 6–7, 6–3 e 3–6             |
| Campeão      | 3.     | 1996 | ATP de Palermo, Itália                   | Terra batida | Marcos Ondruska    | Cristian Brandi Emilio Sánchez     | 7–6 e 6–4                  |
| Campeão      | 4.     | 1996 | ATP de Valencia, Espanha                 | Terra batida | Jack Waite         | Pablo Albano Lucas Arnold Ker      | 6–7, 6–3 e 6–4             |
| Vice-campeão | 3.     | 1997 | Dutch Open, Holanda                      | Terra batida | Libor Pimek        | Paul Kilderry Nicolás Lapentti     | 6–3, 5–7 e 6–7             |
| Campeão      | 5.     | 1997 | ATP de Palermo, Itália                   | Terra batida | Libor Pimek        | Hendrik Jan Davids Daniel Orsanic  | 3–6, 6–3 e 7–6             |
| Campeão      | 6.     | 1997 | Movistar Open, Chile                     | Terra batida | Hendrik Jan Davids | Julian Alonso Nicolás Lapentti     | 7–6, 5–7 e 6–4             |
| Campeão      | 7.     | 1998 | ATP de Praga, República Tcheca           | Terra batida | Wayne Arthurs      | Fredrik Bergh Nicklas Kulti        | 6–1 e 6–1                  |
| Vice-campeão | 4.     | 1998 | Kitzbühel, Áustria                       | Terra batida | Joshua Eagle       | Tom Kempers Daniel Orsanic         | 3–6 e 4–6                  |
| Campeão      | 8.     | 1999 | Hamburg, Alemanha                        | Terra batida | Wayne Arthurs      | Paul Haarhuis Jared Palmer         | 4–6, 7–6 e 6–4             |
| Vice-campeão | 5.     | 2000 | Australian Open, Melbourne               | Cimento      | Wayne Black        | Ellis Ferreira Rick Leach          | 4–6, 6–3, 3–6, 6–3 e 16–18 |
| Campeão      | 9.     | 2000 | Hypo Group Tennis International, Áustria | Terra batida | Mahesh Bhupathi    | Andrea Gaudenzi Diego Nargiso      | 7–6, 6–7 e 6–4             |
| Vice-campeão | 6.     | 2001 | Nottingham Open, Reino Unido             | Grama        | Paul Hanley        | Donald Johnson Jared Palmer        | 4–6 e 2–6                  |
| Vice-campeão | 7.     | 2001 | Adelaide, Båstad                         | Terra batida | Simon Aspelin      | Karsten Braasch Jens Knippschild   | 6–7, 6–4 e 6–7             |
| Vice-campeão | 8.     | 2001 | Generali Open, Áustria                   | Terra batida | Simon Aspelin      | Àlex Corretja Luis Lobo            | 1–6 e 4–6                  |
| Vice-campeão | 9.     | 2002 | ATP de Buenos Aires, Argentina           | Terra batida | Simon Aspelin      | Gastón Etlis Martín Rodríguez      | 6–3 e 3–6 [4–10]           |
| Vice-campeão | 10.    | 2002 | Estoril Open, Portugal                   | Terra batida | Simon Aspelin      | Karsten Braasch Andrei Olhovskiy   | 3–6 e 3–6                  |
| Vice-campeão | 11.    | 2002 | ATP de Hong Kong                         | Terra batida | Wayne Arthurs      | Jan-Michael Gambill Graydon Oliver | 7–6, 4–6 e 6–7             |
| Vice-campeão | 12.    | 2003 | Aberto da Tailândia                      | Cimento      | Jarkko Nieminen    | Jonathan Erlich Andy Ram           | 3–6 e 6–7                  |